# OCR-B
OCR-B è un set di caratteri monospazio sviluppato nel 1968 da Adrian Frutiger per Monotype in ossequio agli standard dell'European Computer Manufacturer's Association. La sua funzione era di facilitare l'operazione di riconoscimento ottico da parte degli apparati elettronici preposti. È stato accettato come standard mondiale nel 1973. Risponde allo standard ISO 1073/II-1976 (E), corretto nel 1979 ("letterpress" design, size I). È stato sviluppato per rispondere alle esigenze del mondo finanziario in particolar modo delle banche, infatti il suo set comprende tutti i simboli dell'ASCII più alcuni pensati appositamente per il mondo bancario. Rispetto all'OCR-A, che ne condivide la funzione, è più facile da leggere per l'occhio umano ed ha un aspetto meno "tecnico".